# Half the Way Valley
«Half the Way Valley» — первый сингл американской глэм-метал группы Sea Hags, с одноимённого альбома. Сингл был выпущен в июле 1989 года на лейбле Chrysalis в формате 7" виниловой пластинки. Это единственный сингл группы Sea Hags.
На обратной стороне пластинки с синглом вышла песня «Back to the Grind», которая также была издана в альбоме.

## Список композиций
Все песни написаны Крисом Шлосхартом и Роном Йокомом
| №                   | Название              | Длительность |
| ------------------- | --------------------- | ------------ |
| 1.                  | «Half the Way Valley» | 3:02         |
| 2.                  | «Back to the Grind»   | 4:19         |
| Общая длительность: | Общая длительность:   | 7:21         |

## Участники записи
- Рон Йоком — вокал, гитара
- Крис Шлосхарт — бас-гитара, бэк-вокал
- Фрэнк Уилси — гитара
- Адам Мэплс — ударные